# Philipp Fahrbach, senior
Philipp Fahrbach, senior (també Philipp Fahrbach el Vell, (Viena, 26 d'octubre, 1815 - Idem. 31 de març, 1885), va ser un compositor i mestre de capella austríac. Era germà d'Anton, Friedrich i Joseph Fahrbach, i pare de Philipp Fahrbach, junior.

## Biografia
Philipp Fahrbach va ser alumne de Joseph Lanner i Johann Strauss (pare). Als 17 anys ja tocava a la banda de Strauss. L'any 1835 va fundar la seva pròpia banda i va ser director del ball de la cort de 1838 a 1856. De 1841 a 1846 va treballar com a director de banda militar al Regiment d'Infanteria núm. 4 “Hoch- und Deutschmeister”. Fahrbach va fundar llavors una altra banda pròpia, amb la qual va emprendre un viatge a l'estranger a Berlín el 1849. De 1856 a 1865 va ser director de banda militar del 14è Regiment d'Infanteria, després del qual va dirigir una tercera banda civil. Fahrbach va morir el 31 de març de 1885 després d'un desmai. La seva tomba es troba al cementiri protestant de Matzleinsdorf (Grup 19, número 93).

## Obra
Fahrbach va escriure 700 composicions, incloses dues òperes, Der Liebe Opfer (1844) i Das Schwert des König (1845). També va compondre valsos, popurris, marxes i música eclesiàstica i va fer grans contribucions a la música militar, on va ser un dels primers a actuar en un conjunt de corda. Les peces de música de ball importants inclouen  Die Vaterländischen, Wiener Freiwillige, Deutschmeister i Schönbrunner Walzer.
També va ser actiu en la literatura i va escriure per a l'Allgemeine Musikzeitung.

## Publicacions actuals
- Around the Strauss Dynasty, (CD d'àudio 1995)